# Pseudorhipsalis lankesteri
A Pseudorhipsalis lankesteri egy epifita kaktusz, melyet nem tartanak kultúrában.

## Elterjedése és élőhelye
Costa Rica; Puntarenas, Volcán Angel, General-völgy, Caňas és La Unión között 800 m tengerszint feletti magasságban.

## Jellemzői
Elsődleges hajtásainak töve hengeres, 650 mm hosszúak, 6–10 mm átmérőjűek, 3 sorban álló areolákkal, melyek nem viselnek töveseket. Ellaposodó felső része a hajtásnak 300–400 mm hosszú. Másodlagos hajtásainak 10–200 mm hosszú töve kerek átmetszetű, 2–4 mm átmérőjű, apkális része lapított, 150–300 mm hosszú, 25–55 mm széles, vékony. Areolái 15 mm távolságban fejlődnek, 2 mm-re vágódnak be a hajtás élén. Virágai 19–24 mm hosszúak, 18–23 mm átmérőjűek, pericarpiuma 4 mm átmérőjű. A virágtölcsér 12 mm hosszú, 3–4 mm átmérőjű, a töve zöldes-bronz színű, feljebb fehéres. A szirmok 11 mm hosszúak, rózsaszínűek-krémszínűek, a belső mindig krémszínű. A porzószálak krémszínűek, a portokok sárgák. A bibe fehér. Termése 8–11 mm átmérőjű, ciklámenszínű áttetsző bogyó, a pulpa rózsásfehére, 4-8 magot tartalmaz. Magjai 1,75×2×0,75 mm nagyságúak.

## Rokonsági viszonyai
Az Alata subgenus tagja.